# Carolin Lippert
Carolin Lippert (12 aprile 1999) è un'ex sciatrice alpina tedesca.

## Biografia
Attiva dal novembre del 2015, in Coppa Europa la Lippert ha esordito il 9 febbraio 2017 a Bad Wiessee in slalom speciale (40ª), ha ottenuto il miglior piazzamento il 29 novembre 2019 a Trysil in slalom gigante (12ª) e ha preso per l'ultima volta il via il 27 febbraio 2020 a Krvavec nella medesima specialità, senza completare la prova; si è ritirata al termine di quella stessa stagione 2019-2020 e la sua ultima gara è stata lo slalom gigante dei Mondiali juniores di Narvik 2020, disputato l'11 marzo e chiuso dalla Lippert al 26º posto. Non ha debuttato in Coppa del Mondo né preso parte a rassegne olimpiche o iridate.

## Palmarès

### Coppa Europa
- Miglior piazzamento in classifica generale: 79ª nel 2020

### Campionati tedeschi
- 1 medaglia:
  - 1 argento (combinata nel 2019)